# Nick Clegg

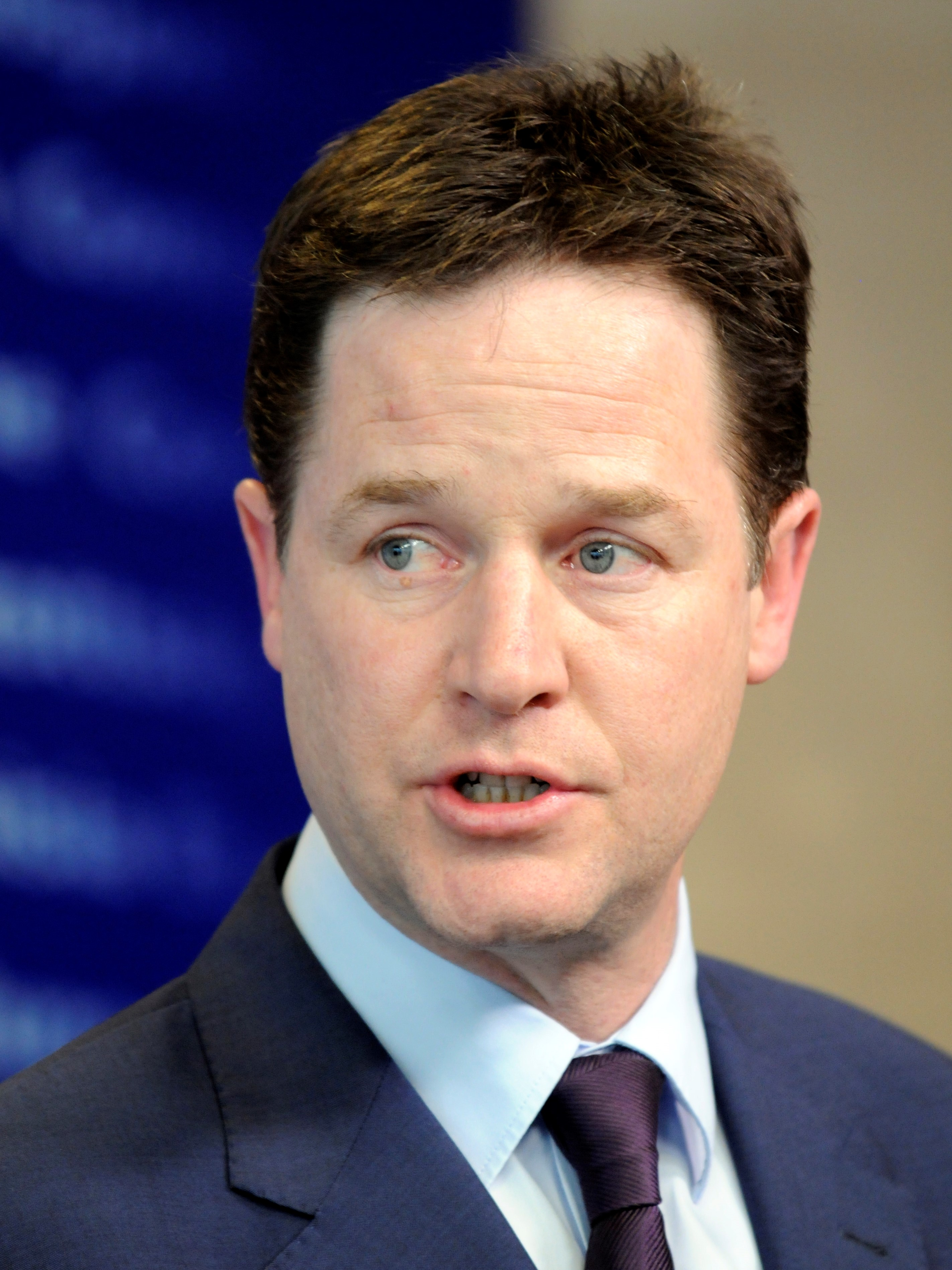
Nick Clegg (2011)

Sir Nicholas William Peter Clegg (* 7. Januar 1967 in Chalfont St Giles, Buckinghamshire) ist ein britischer Politiker und Kommunikationsmanager. Von 2010 bis 2015 war er stellvertretender Premierminister des Vereinigten Königreichs, von 2007 bis 2015 fungierte als Parteichef der Liberal Democrats. Nachdem die Partei große Verluste bei den britischen Unterhauswahlen 2015 hinnehmen musste, trat Clegg von diesem Amt zurück. Im Oktober 2018 wurde er Leiter der Unternehmenskommunikation von Meta Platforms (vormals Facebook Inc.). Er wird den Konzern im Jahr 2025 verlassen.

## Leben
Cleggs Eltern sind der englische Bankier Nicholas Clegg und die niederländische Lehrerin Hermance van den Wall Bake. Cleggs Großeltern väterlicherseits sind Hugh Anthony Clegg und Baronin Kira von Engelhardt. Die russische Baronin und Doppelspionin Moura Budberg war Cleggs Urgroßtante. Sein Großvater mütterlicherseits, Herman Willem Alexander van den Wall Bake, war ein Freund des niederländischen Königshauses und President der niederländischen Großbank ABN Amro.
Clegg besuchte die Caldicott School in Buckinghamshire und die Westminster School in London. Er wurde zweisprachig Englisch und Niederländisch erzogen und spricht daneben noch Französisch, Deutsch und Spanisch. Nach einer Auszeit als Skilehrer in Österreich und einer Anstellung an einer Bank in Helsinki studierte Clegg Archäologie und Anthropologie am Robinson College der University of Cambridge. Nach dem Ende seiner Studienzeit erhielt Clegg ein einjähriges Stipendium an der University of Minnesota, wo er über die politische Philosophie der Tiefenökologie arbeitete. Danach machte er in New York City bei Christopher Hitchens ein Praktikum an dem linken Wochenmagazin The Nation. Es folgte ein Aufenthalt in Brüssel im Rahmen eines sechsmonatigen Praktikums im Rahmen der Group of 24. Im belgischen Brügge schloss ein zweites Master-Studium am College of Europe ab.

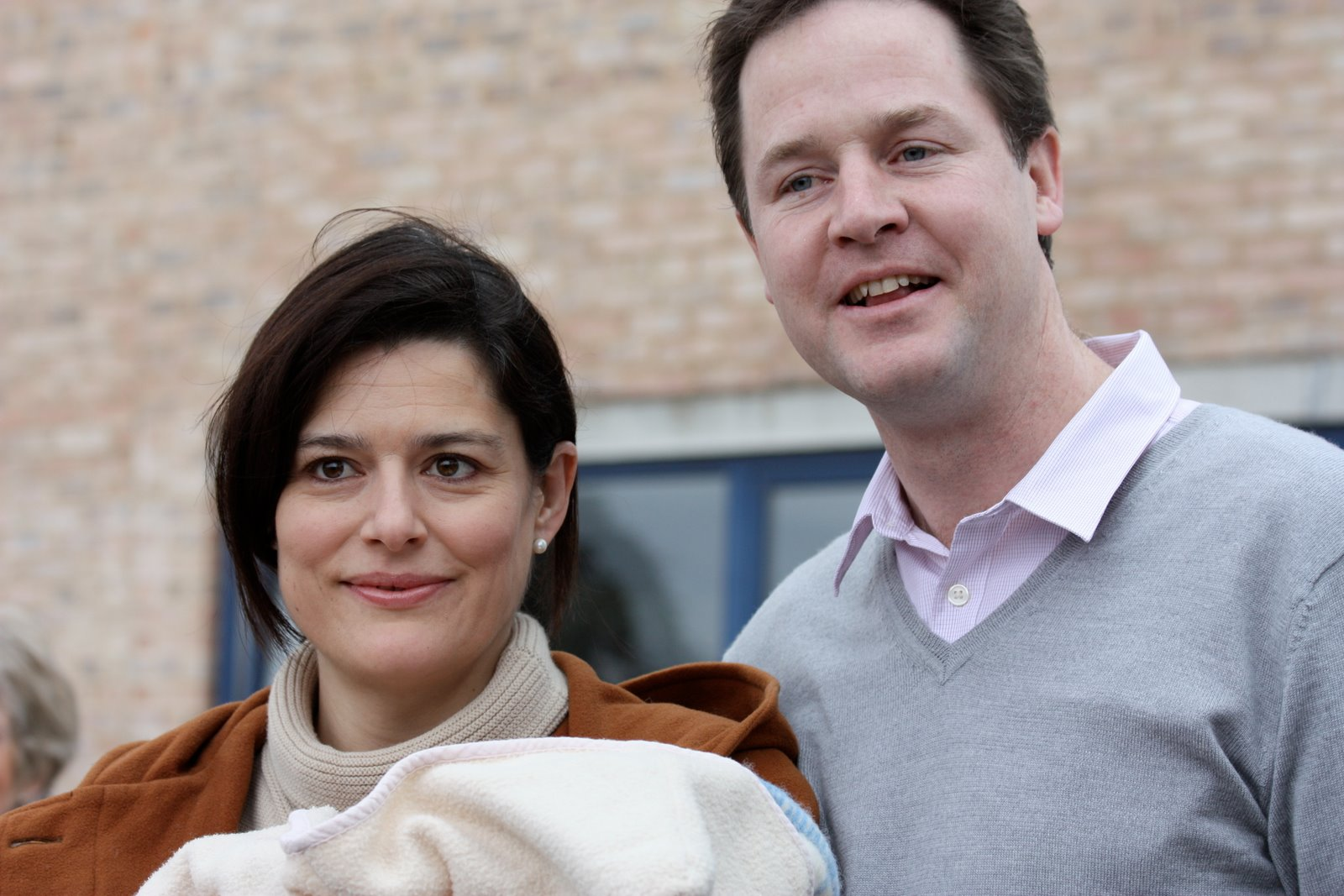
Clegg mit seiner Ehefrau 2009

Clegg ist mit der aus Valladolid in Spanien stammenden Juristin Miriam González Durántez verheiratet. Seine Frau besitzt nicht die britische Staatsangehörigkeit. Er selbst ist erklärter Atheist, lässt jedoch seine drei Kinder im römisch-katholischen Glauben seiner Gattin erziehen.
1993 gewann Clegg den David-Thomas-Preis der britischen Zeitung Financial Times. Im April 1994 erhielt er eine Anstellung bei der Europäischen Kommission und arbeitete am TACIS-Hilfsprogramm für die postsowjetischen Staaten. EU-Handelskommissar Leon Brittan bot ihm daraufhin die Mitarbeit in seinem Büro als politischer Berater und Redenschreiber an.

## Politische Karriere
1998 wurde Clegg von den Liberal Democrats für die Europawahl 1999 aufgestellt. Überraschend wurde er für den Wahlkreis East Midlands gewählt und damit Abgeordneter des Europaparlaments, dem er bis 2004 angehörte. Clegg entschied sich, für die Britischen Unterhauswahlen 2005 zu kandidieren, und gewann einen Abgeordnetensitz im Unterhaus für Sheffield im Wahlbezirk Hallam.
Am 18. Dezember 2007 wurde Clegg zum Parteivorsitzenden der Liberaldemokraten gewählt.
Im Rahmen der Koalition zwischen Konservativen und Liberaldemokraten wurde Clegg am 11. Mai 2010 zum stellvertretenden Premierminister des Vereinigten Königreichs und zum Vorsitzenden des Privy Council unter Premier David Cameron im Kabinett Cameron I ernannt.
Während der Regierungszeit stimmten die Liberaldemokraten für mehrere Gesetzesentwürfe, denen sie im Wahlkampf noch ablehnend gegenüber gestanden hatten, unter anderem für die Erhöhung der Studiengebühren. Die Umfragewerte der Partei stürzten darauf ab, Clegg verteidigte die Zustimmung jedoch damit, dass man in einer Koalition Kompromisse eingehen müsse. Später bezeichnete er die Erhöhung als Fehler.
Die Regierungsbeteiligung wirkte sich für die Liberaldemokraten nachteilig auf die folgenden Wahlen aus. Bei der Europawahl 2014 stürzte die Partei auf 4,8 % der Stimmen ab und ist nur mehr mit einem Abgeordneten im Europäischen Parlament vertreten. Auch bei Lokalwahlen gab es starke Verluste.
Respekt erntete Nick Clegg dafür, dass er sich 2014 im Fernsehen mit dem EU-Kritiker Nigel Farage von der UKIP zum Thema Europa auseinandersetzte. In der Frage, wer das Duell gewann, waren Beobachter gespalten.
Bei den Unterhauswahlen 2015 erlitten die Liberaldemokraten schwere Verluste; es blieben von den 47 bei den vorherigen Wahlen gewonnenen Sitzen nur noch acht. Daraufhin trat Clegg als Parteivorsitzender zurück.
Clegg gehört zu den 89 Personen aus der Europäischen Union, gegen die Russland im Mai 2015 ein Einreiseverbot verhängt hat.
Bei der Britischen Unterhauswahl im Juni 2017 unterlag er in seinem Wahlkreis Sheffield Hallam gegen den Labour-Kandidaten Jared O’Mara und verlor dadurch seinen Sitz im Parlament.
Bei der alljährlichen Neujahresehrung der Queen wurde Clegg im Januar 2018 zum Knight Bachelor („Sir“) geschlagen.

## Kontroversen
Nick Clegg, der sich sowohl im Europaparlament, als auch im House of Commons für eine Reform der Spesenabrechnungen eingesetzt hatte, wurde wegen seiner eigenen Spesenforderungen gegenüber dem Staat während seiner Laufbahn mehrfach zum Ziel öffentlicher Kritik. So hatte er sich bis 2009 unter anderem Hausrat, Renovierungs- und Gartenarbeiten auf seinem Anwesen bezahlen lassen, dazu Telefonkosten und Essensausgaben. Für 2018, dem Jahr seines Wechsels zu Facebook, ließ sich Clegg 113.000 £ aus der Staatskasse für die Wahrnehmung öffentlicher Aufgaben auszahlen, mehr als sein ehemaliger Chef, David Cameron, der rund 110.000 £ erhielt.

## Schriften (Auswahl)
- Politics: Between the Extremes. Bodley Head, 2016
- How to stop Brexit (and make Britain great again). Bodley Head, 2017